# Les Voyages de Jules
Les Voyages de Jules est un roman épistolaire illustré de René Follet, Emmanuel Lepage et Sophie Michel, dont le narrateur est le peintre voyageur fictif Jules Toulet. L'ouvrage, qui compte 164 pages, est publié en mai 2019 par Daniel Maghen. Il s'agit du troisième volume de la trilogie après Les Voyages d'Anna et Les Voyages d'Ulysse.

## Résumé
Jules Toulet, peintre né en France, écrit à la femme qu'il aime, Anna, qui choisit de parcourir le monde en bateau. Il lui livre le récit de son enfance, de son apprentissage auprès du peintre Ammôn Kasacz qui partage les mêmes références littéraires, de ses voyages. La correspondance est ponctuée d'illustrations à plusieurs stades d'achèvement, du croquis au tableau en double pleine page.

## Genèse de l'œuvre
Sophie Michel et Emmanuel Lepage ont deux enfants ensemble : Anna et Ulysse. Ils élaborent ensemble un ouvrage, Les Voyages d'Anna, publié en 2005, dédié à leur fille aînée. Ensuite, sur un scénario de Michel, Lepage dessine le diptyque Oh les filles !, paru en 2008-2009. Afin de répondre au souhait de leur second enfant, ils créent Les Voyages d'Ulysse, en 2016, avec René Follet, dans la continuité des voyages d'Anna. En parallèle, Lepage et Michel proposent également en 2016 un version augmentée du premier volume. Les voyages de Jules voit le retour du personnage central de Jules Toulet.
Les trois albums mettent en scène les relations amoureuses complexes entre Jules Toulet, peintre voyageur, sa « muse » vénitienne Anna d'une part, et d'autre part le maître en peinture de Jules, Ammôn Kasacz. Dans l'ouvrage, les œuvres d'Ammôn Kasacz sont des illustrations élaborées par René Follet.

## Choix artistiques
L'ouvrage comporte des lettres de Jules, d'Anna et d'Ammôn Kasacz. Les dessins témoignent de la variété des procédés : « huile, gouache, aquarelle, encre, acrylique, craie grasse… » et illustrent des auteurs de romans d'aventure en mer comme Robert Louis Stevenson, Jules Verne et Ernest Hemingway, Daniel Defoe. Les lettres sont calligraphiées dans plusieurs styles, sans oublier l'Odyssée d'Homère.
L'ouvrage n'est pas, à proprement parler, une bande dessinée,. Il ressemble à un carnet de voyage,.